# Asmodæus
|  | For andre betydninger, se Asmodeus |
Asmodæus (også Asmodeus eller Asmodai; fra græsk: Asmodaios, latin: Asmodaeus, hebraisk: Ashmedai) er navnet på en dæmon fra den hebraiske mytologi.

## Etymologi
Navnet Asmodis stammer fra avetisk, Aeshma-Devi, hvor Aeshma legemliggør dæmonen for vrede, grådighed og begær. Daevaerne, som Aeshma tilhører, er i den yngre Awesta såvel som i den zoroastriske tradition, en klasse af overnaturlige væsener, der legemliggør det onde. I den yngre Awesta er Aeshma bevæbnet med en "blodig stridskølle".

## Hebraisk mytologi

### Tobits bog
I den kristne tradition er Asmodæus nævnt i den deuterokanoniske bog Tobits Bog, hvor Asmodæus gentagne gange dræber Sarahs ægtemænd. I Tobits Bog 3.8 står: "For hun var blevet giftet bort til syv mænd, men dem havde den onde dæmon Asmodæus dræbt, før de havde været sammen med hende på den måde, der er bestemt for kvinder." (Tob 3,8) Tobias blev af Ærkeenglen Rafael rådet til at brænde hjertet og leveren af en fisk for at forvise dæmonen og i øvrigt at bede til Gud i stedet for at fuldbyrde ægteskabet.(Tob 6,17) Besværgelsen virkede, og Asmodæus "flygtede til Egyptens fjerneste egne; men Rafael fulgte efter, og så snart han var nået dertil, bandt han den på hænder og fødder." (Tob 8,3) Fortællingen i Tobits Bog har givet navn til begrebet Tobiasnætter.

### Talmud og Midrash
Ifølge overleveringer der ikke er medtaget i Biblen, men som indgår i den jødiske Talmud og Midrash, forblev dæmonen i Egypten i sine lænker, indtil det lykkedes kong Salomon at knytte Asmodæus til sig selv og underkaste ham hans vilje ved hjælp af en magisk ring givet ham af ærkeenglen Michael. Ifølge denne historie tvang han Asmodæus (eller gennem ham hans tjenesteånder) til at bygge templet i Jerusalem og senere også til at bevogte det. Asmodæus siges at have formået at få fat på den magiske ring, bryde forbandelsen, sænke ringen i havet og stjæle en kvinde fra Salomon. Ringen blev dog bragt tilbage til Salomon af en fisk. Ifølge andre legender ødelagde Asmodæus' laster Sodoma og Gomorra og syv andre byer, hvorfor han undertiden kaldes "dommens bringer".

### Aggadah
I Aggadah optræder Asmodæus som Ashmedai gentagne gange som en godmodig og humoristisk følgesvend, der dog begærer Salomons kvinder og hans mor Batseba. En anden legende fortæller, hvordan kong Salomon narrede Ashmedai til at bygge templet i Jerusalem. En anden legende fortæller, hvordan Ashmedai slyngede kong Salomon 400 rejsetimer væk fra hovedstaden Jerusalem ved at skubbe den ene vinge mod jorden og lade den anden strække sig mod himlen. Han indtog derefter Salomons trone i et par år. Efter at kong Salomon vendte tilbage, flygtede Ashmedai fra hans vrede. En anden passage fortæller om, at han giftede sig med verdens første kvinde, Lilith, som blev hans dronning.

### Kabbala
I Kabbalaen siges Ashmedai også at have gode egenskaber. Han karakteriseres som venlig over for mennesker og modtagelig for besværgelser. Buch der wahren Praktik (Bogen om den sande praksis) af Abraham af Worms (også kendt som Abramelins Bog) nævner Asmodeus som en af de otte underfyrster af den første orden; en af de onde ånders høvdinge.

## Arabisk mytologi
I islamisk mytologi er Asmodæus kendt som Sahr og bliver betragtet som den mest vidende blandt jinnerne. Han blev gjort til slave af Salomon ved hjælp af den magiske ring, men det lykkes ham senere at befri sig og herefter sammen med Salomons rival Iblis midlertidig at stjæle Salomons rige fra ham. For at forvise ham låste Salomon ham inde i en klippe, som han låste med jernkæder og herefter med sin genvundne ring til at stemple Guds navn på klippen for at forsegle den, hvorefter klippen blev sænket i havet.

## Gengivelser i kunst og populærkultur

### Skulptur
Asmodæus afbildes ofte i skulptur og statuer som en haltende djævel.
I kirken Rennes-le-Château (i departementet Aude i Sydfrankrig) står ved indgangen en statue af Asmodæus, der bærer helligvandsfonten.

### Opera
I operaen Das Herz af Hans Pfitzner (1931) spiller en dæmon ved navn Asmodi en afgørende rolle. Ved at påkalde Asmodis får hovedpersonen Dr. Daniel Athanasius evnen til at bringe de døde tilbage til livet i ét år, men for at gøre det er han nødt til at ofre en persons hjerte til dæmonen. Asmodi optræder også i menneskelig form i løbet af plottet under navnet "Asmus Modiger".

### Computerspil
I Forgotten Realms-universet i fantasy-rollespillet Dungeons & Dragons og i Diablo 3 optræder han som figuren Azmodan, der også kan vælges som en spilbar karakter i Heroes of the Storm. I Nintendo-konsolspillet Terranigma er Asmodeo en menneskeskabt virus, der i en svunden tid har udslettet 90% af verdens befolkning udslettet.

### Film
I filmserien Shadowhunters er Asmodeus konge af Edom og far til Magnus Bane. En dæmon i Babylon 5-serien bærer navnet, men her sidestilles dæmonen med Satan. I Star Trek: The Animated Series optræder Asmodi som en jødisk fyrste og dæmon, der kan se ind i fremtiden og portrætteres som anklager mod menneskeheden. I den amerikanske serie Supernatural optræder Asmodeus som den fjerde og sidste af Helvedes fyrster. I instruktøren Steve Lawsons gyserfilm Pentagram fra 2019 påkalder fire teenagere optaget af sort magi dæmonen Asmodæus i et pentagram på loftet i et forladt hus.
I gyserfilmen Paranormal Activity: Next of Kin vises Asmodeus som en besiddende dæmon. Filmen antyder, at Asmodeus også kan repræsentere Tobias fra Tobits Bog.
Asmodæus optræder også som figur i den australske horrorfilm Gabriel fra 2007 om ærkeenglen Gabriels ophold i Skærsilden.
I gyserfilmen The Pope's Exorcist (2023) besætter dæmonen Asmodæus først drengen Henry Vasquez, og senere også søsteren Amy Vasquez, og bliver efter en sidste eksorcisme uddrevet af faderens krop og herefter forvist til Helvede.

### Andet
I Warhammer 40.000-universet er Asmodai den ældste "Absolution Priest of the Dark Angels".